# Aldea del Obispo (kommun i Spanien, Kastilien och Leon)
Aldea del Obispo är en kommun i Spanien.   Den ligger i provinsen Provincia de Salamanca och regionen Kastilien och Leon, i den västra delen av landet, 260 km väster om huvudstaden Madrid. Antalet invånare är 361.